# Sonata para piano n.º 1 (Schumann)

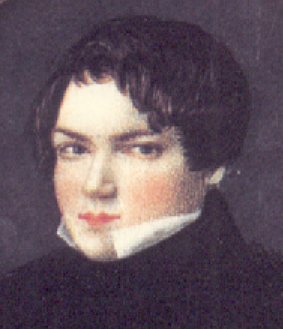
Robert Schumann en 1830.

La Sonata para piano n.º 1 en fa sostenido menor, Op. 11, también conocida como Gran sonata o en alemán Grosse sonate, fue compuesta por Robert Schumann entre 1833 y 1835. La obra está dedicada a Clara Wieck.

## Historia

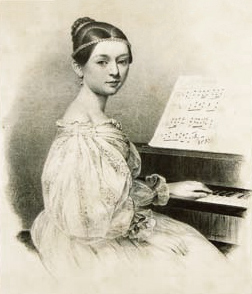
Clara Wieck en una litografía de 1835.

Se trata de una obra temprana en la producción de Schumann, iniciada cuando el compositor de 23 años estaba comprometido para casarse con Ernestine von Fricken y terminada cuando había comenzado su romance con la virtuosa pianista de 15 años Clara Wieck, que se convertiría en su esposa en 1840. La sonata fue publicada de manera anónima como "Sonata für Pianoforte, Clara zugeeignet von Florestan und Eusebius" (Sonata para pianoforte, dedicada a Clara por Florestán y Eusebius). Los seudónimos Florestán y Eusebius eran alter ego adoptados para el mundo del arte por el excéntrico Schumann. La dedicatoria a Clara Wieck utilizando estos dos personajes apunta no solo a un trasfondo biográfico, sino también a un principio creativo dualista en muchas de las obras de Schumann, expresado en las naturalezas opuestas de Florestán y Eusebius.
Eric Frederick Jensen describe la sonata como "la menos convencional y la más intrigante" de las sonatas para piano de Schumann debido a su inusual estructura. El Aria se basa en su anterior Lied, "An Anna" o "Nicht im Thale". Schumann dijo más tarde a su esposa, Clara, que la sonata era "un grito solitario para ti desde mi corazón... en el que tu tema aparece en todas las formas posibles".

## Estructura y análisis
La sonata consta de cuatro movimientos:
- I. Un poco adagio 3
4 – Allegro vivace, en fa sostenido menor 2
4
- II. Aria. Senza passione, ma espressivo, en la mayor 3
4
- III. Scherzo. Allegrissimo, en fa sostenido menor – Intermezzo. Lento alla burla, ma pomposo, en re mayor 3
4
- IV. Finale. Allegro un poco maestoso, en fa sostenido menor 3
4

La interpretación de la obra dura aproximadamente entre 30 y 35 minutos. Algunos de los movimientos están enlazados por citas de motivos.

### I.Un poco adagio – Allegro vivace
El primer movimiento, Un poco adagio – Allegro vivace, está escrito en la tonalidad de fa sostenido menor y en compás de 3/4 que luego pasa a 2/4. Se abre con una introducción larga y encantadora, marcada Un poco adagio, en la que el tema principal del segundo movimiento aparece en el segundo sujeto. El cuerpo principal, marcado Allegro vivace, empieza con un tema vivo y ardiente basado en el Fandango en fa sostenido menor de Schumann de 1832, pieza que también sirvió de trampolín para Le ballet des revenants de Clara. Pronto aparece un tema alternativo ricamente romántico, cuyo tempo más lento y sensualidad ofrecen un hábil contraste. Tras una repetición de los materiales principales, sigue una sección de desarrollo tormentosa y brillantemente colorista, con una repetición abreviada y melancólica que cierra el movimiento.

### II.Aria. Senza passione, ma espressivo
El segundo movimiento, Aria. Senza passione, ma espressivo, está en la mayor y en compás de 3/4. Es muy breve, pero llena de sentimientos románticos y pasión en el tema principal antes mencionado, que ahora florece hasta alcanzar una belleza suprema. Esta pieza se basa en una canción que había escrito cuando era un estudiante de dieciocho años. La canción "An Anna", basada en un poema de Justinus Kerner, no se publicó hasta que Johannes Brahms la incluyó en el suplemento a la edición recopilada de las obras de su maestro Schumann, publicada en 1893. En la composición para piano de Schumann, el comienzo de la melodía se desarrolla significativamente sobre una quinta perfecta sostenida en el bajo, y su delicado aire de sobriedad queda subrayado por la indicación de carácter Senza passione, ma espressivo. Cuando Liszt reseñó la sonata para la Gazette musicale de París (junto con la Sonata n.º 3 en fa menor, Op. 14 y los Impromptus sobre un tema de Clara Wieck, Op. 5), elogió especialmente el movimiento lento, describiéndolo como "un canto de gran pasión, expresado con plenitud y calma". Las quintas descendentes que puntúan la melodía no se encuentran en la canción original, y se añadieron claramente para subrayar la unidad del par de movimientos iniciales de la sonata.

### III.Scherzo. Allegrissimo – Intermezzo. Lento alla burla, ma pomposo
El tercer movimiento, Scherzo. Allegrissimo – Intermezzo. Lento alla burla, ma pomposo, está en fa sostenido menor que en el Intermezzo pasa a re mayor y en compás de 3/4. Se trata de un Scherzo con una melodía nerviosa y peculiar junto a un segundo tema más tranquilo en las secciones exteriores, rodea un majestuoso y brillante Intermezzo que muestra la influencia de Chopin. El tercer movimiento está constituido por un scherzo compuesto a través de dos tríos. El tempo se acelera en el primer cuasi-trío, cuyos primeros compases se basan en el motivo de quintas "oscilantes" del primer movimiento, interpretado pianissimo leggierissimo. El segundo trío, o Intermezzo como lo llama el compositor, está escrito de forma muy irónica. Abandona bruscamente el estilo agitado y aventurero de la pieza hasta ahora en favor de lo que parece ser una parodia al estilo antiguo. El episodio es, en esencia, una polonesa ridículamente recargada, y Schumann la marca, muy apropiadamente, Alla burla, ma pomposo. No cabe duda de que nos encontramos ante una Papillon, tal vez un extracto del conjunto perdido de "XII Burlesken (burle) al estilo de Papillons" que Schumann había enviado a los editores Breitkopf & Härtel en 1832. Antes de que vuelva el scherzo, nos aguarda otra sorpresa, en forma de un recitativo con vocación orquestal y un Papillon que levanta el vuelo con el oboe antes de ser despedido airadamente por todo el conjunto. Y para aumentar la confusión, el scherzo regresa en el tono equivocado antes de ser lanzado a la tonalidad correcta un par de compases más tarde, un toque típico de Schumann.

### IV.Finale. Allegro un poco maestoso
El cuarto y último movimiento, Finale. Allegro un poco maestoso, retoma la tonalidad inicial y el compás de 3/4. El Finale es un rondó rebosante de material melódico. El primer tema es una creación majestuosa con acordes rápidos y repetitivos, mientras que el siguiente tiene un carácter más tenue, aunque animado. A partir de entonces, el movimiento alterna entre lo borrascoso y lo reflexivo, estados de ánimo que supuestamente reflejan los alter ego de Schumann: Florestán (inquieto, perturbador) y Eusebius (contemplativo). La sonata se cierra con una coda brillantemente virtuosística. Las sonoridades orquestales son más numerosas aquí. Hay trémolos profundos en el registro grave mientras que por encima de ellos la textura aumenta gradualmente de densidad, como un crescendo sobre un redoble de tambor; un pasaje staccato cerca del final, marcado cuasi pizzicato; acordes tutti golpeados a toda velocidad (una de las varias características de la pieza que la convierten en un formidable desafío técnico para el pianista). Esta sonata-rondó, basada en un tema de dos compases forzados en la camisa de fuerza de tres pulsos por compás, fue, de hecho, la primera parte de la sonata que se compuso. Aunque carece de la coherencia y la fuerza dramática del movimiento inicial, el ímpetu y la inventiva de la música llevan al oyente infaliblemente a su triunfal conclusión en fa sostenido mayor.

## Discografía selecta
- 1966-76 – Schumann: Fantasía, Carnaval, Carnaval de Viena, Sonatas n.° 1 & n.º 2, Kreisleriana, Kinderszenen, Waldszenen, Nachstücke, Estudios sinfónicos, Arabeske, Humoreske, Davidsbündlertänze, Novelletten, Blumenstück, Variaciones Abegg, Papillons, Fantasiestücke op. 12 & op. 111, Tres romanzas. Claudio Arrau (Philips).
- 2002 – Schubert: Sonata D. 845; Schumann: Sonata Op. 11. Maurizio Pollini (Deutsche Grammophon 4636762).
- 2002 – Schumann: Sonatas para piano n.º 1 & n.º 3. Bernd Glemser (Naxos 8554275).
- 2005 – Historic Russian Archives Emil Gilels Edition [Box Set]. Emil Gilels (Brilliant Classics 92615).
- 2007 – Schumann: Humoreske; Sonata en fa sostenido menor. Angela Hewitt (Hyperion 67618).
- 2011 – Schumann: Geistervariationen. András Schiff (ECM B 001611502).
- 2016 – Concert Recordings. Vladímir Sofronitski (Melodiya MELCD 1002312).
- 2019 – Schumann. Cheng Zhang (Accentus ACC 304652)